# Garfe
Garfe ist eine Gemeinde im Norden Portugals.
Garfe gehört zum Kreis Póvoa de Lanhoso im Distrikt Braga, besitzt eine Fläche von 5,4 km² und hat 983 Einwohner (Stand 19. April 2021).